# Roman Opsitaru
Efrem-Roman Opsitaru, detto Nuțu (11 luglio 1956), è un ex cestista rumeno.

## Carriera
Con la Romania ha disputato i Campionati europei del 1985.